# Tres Días de Brujas-La Panne femenina 2018
La 1.ª edición de los Tres Días de Brujas-La Panne femenina se celebró el 22 de marzo de 2018 sobre un recorrido de 151,7 km con inicio en Brujas y final en la ciudad de De Panne en Bélgica.
La carrera hizo parte del UCI WorldTour Femenino 2018 como competencia de categoría 1.WWT del calendario ciclístico de máximo nivel mundial siendo la cuarta carrera de dicho circuito y fue ganada por la ciclista belga Jolien D'Hoore del equipo Mitchelton-Scott. El podio lo completaron la australiana Chloe Hosking del equipo Alé Cipollini y la luxemburguesa Chloe Hosking del equipo Alé Cipollini.

## Equipos
Tomaron parte en la carrera un total de 24 equipos invitados por la organización, todos ellos de categoría UCI Team Femenino, quienes conformaron un pelotón de 137 ciclistas y de estos terminaron 86.
| Equipos femeninos (24)- Alé Cipollini - Aromitalia Vaiano - Boels Dolmans - BTC City Ljubljana - Canyon-SRAM Racing - Cervélo Bigla - Cylance - Doltcini-Van Eyck Sport - Experza-Footlogix - FDJ-Nouvelle Aquitaine-Futuroscope - Health Mate-Cyclelive Team - Hitec Products-Birk Sport - Lotto Soudal Ladies - Mitchelton-Scott - Movistar Team - Parkhotel Valkenburg-Destil - Sunweb - Tibco-Silicon Valley Bank - Trek-Drops - Valcar PBM - Virtu - WaowDeals - Wiggle High5 - WNT-Rotor Pro Cycling |
| |

## Clasificaciones finales

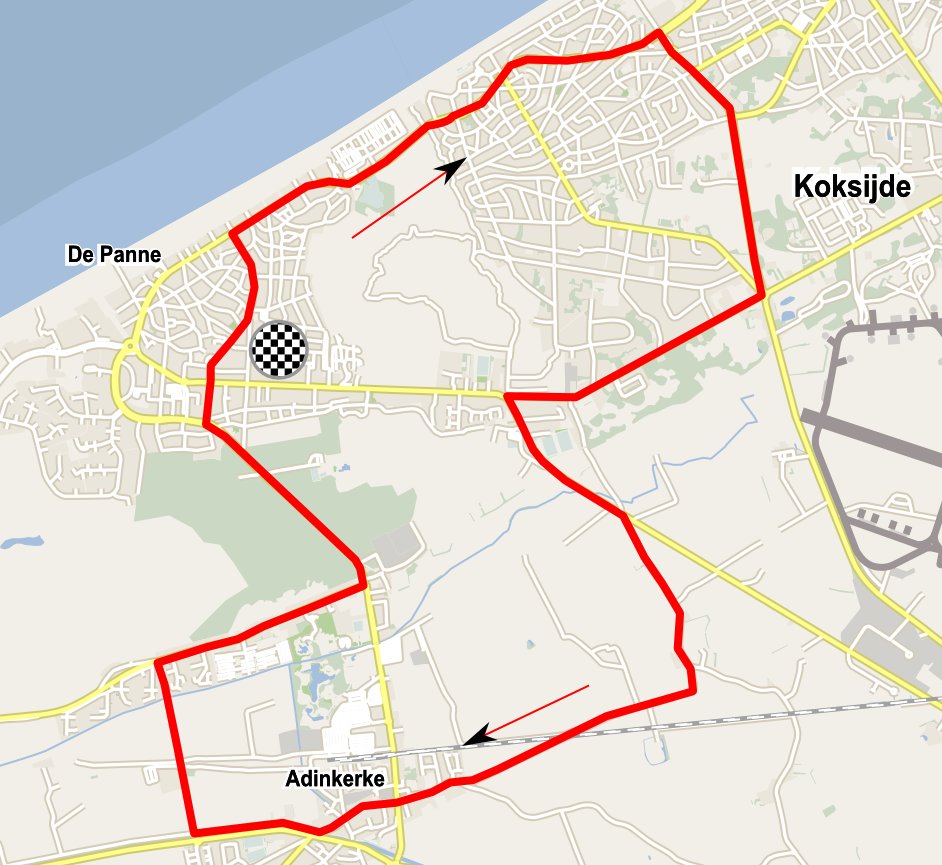
Detalle del circuito urbano

Las clasificaciones finalizaron de la siguiente forma:

### Clasificación general
| \| Clasificación general \| Clasificación general \| Clasificación general \| Clasificación general \| Clasificación general \| \| Ciclista \| Ciclista \| Equipo \| Tiempo \| \| \| --------------------- \| ------------------------- \| --------------------- \| --------------------- \| --------------------- \| \| 1.ª \| Jolien D'Hoore \| Mitchelton-Scott \| 3 h 52 min 23 s \| \| \| 2.ª \| Chloe Hosking \| Alé Cipollini \| + 0 s \| \| \| 3.ª \| Christine Majerus \| Boels Dolmans \| + 0 s \| \| \| 4.ª \| Lorena Wiebes \| Parkhotel Valkenburg \| + 0 s \| \| \| 5.ª \| Lisa Brennauer \| Wiggle High5 \| + 0 s \| \| \| 6.ª \| Maria Giulia Confalonieri \| Valcar PBM \| + 0 s \| \| \| 7.ª \| Sheyla Gutiérrez \| Cylance \| + 0 s \| \| \| 8.ª \| Jeanne Korevaar \| WaowDeals \| + 0 s \| \| \| 9.ª \| Tiffany Cromwell \| Canyon-SRAM Racing \| + 0 s \| \| \| 10.ª \| Christina Siggaard \| Virtu Cycling Women \| + 0 s \| \| |                           |                      |                 |
| |                           |                      |                 |
| Fuente: ProCyclingStats |                           |                      |                 |
| Clasificación general |                           |                      |                 |
| Ciclista | Ciclista                  | Equipo               | Tiempo          |
| 1.ª | Jolien D'Hoore            | Mitchelton-Scott     | 3 h 52 min 23 s |
| 2.ª | Chloe Hosking             | Alé Cipollini        | + 0 s           |
| 3.ª | Christine Majerus         | Boels Dolmans        | + 0 s           |
| 4.ª | Lorena Wiebes             | Parkhotel Valkenburg | + 0 s           |
| 5.ª | Lisa Brennauer            | Wiggle High5         | + 0 s           |
| 6.ª | Maria Giulia Confalonieri | Valcar PBM           | + 0 s           |
| 7.ª | Sheyla Gutiérrez          | Cylance              | + 0 s           |
| 8.ª | Jeanne Korevaar           | WaowDeals            | + 0 s           |
| 9.ª | Tiffany Cromwell          | Canyon-SRAM Racing   | + 0 s           |
| 10.ª | Christina Siggaard        | Virtu Cycling Women  | + 0 s           |

## UCI WorldTour Femenino
La carrera Tres Días de Brujas-La Panne femenina otorga puntos para el UCI WorldTour Femenino 2018 y el UCI World Ranking Femenino, incluyendo a todas las corredoras de los equipos en las categorías UCI Team Femenino. Las siguientes tablas muestran el baremo de puntuación y las 10 corredoras que obtuvieron más puntos:
| Posición   | 1.ª | 2.ª | 3.ª | 4.ª | 5.ª | 6.ª | 7.ª | 8.ª | 9.ª | 10.ª | 11.ª | 12.ª | 13.ª | 14.ª | 15.ª | 16.ª-30.ª | 31.ª-40.ª |
| Puntuación | 200 | 150 | 125 | 100 | 85  | 70  | 60  | 50  | 40  | 35   | 30   | 25   | 20   | 15   | 10   | 5         | 3         |

| Clasificación |                           |                      |        |
| Posición      | Ciclista                  | Equipo               | Puntos |
| ------------- | ------------------------- | -------------------- | ------ |
| 1.ª           | Jolien D'Hoore            | Mitchelton-Scott     | 200    |
| 2.ª           | Chloe Hosking             | Alé Cipollini        | 150    |
| 3.ª           | Christine Majerus         | Boels-Dolmans        | 125    |
| 4.ª           | Lorena Wiebes             | Parkhotel Valkenburg | 100    |
| 5.ª           | Lisa Brennauer            | Wiggle High5         | 85     |
| 6.ª           | Maria Giulia Confalonieri | Valcar PBM           | 70     |
| 7.ª           | Sheyla Gutiérrez          | Cylance              | 60     |
| 8.ª           | Jeanne Korevaar           | WaowDeals            | 50     |
| 9.ª           | Tiffany Cromwell          | Canyon SRAM Racing   | 40     |
| 10.ª          | Christina Siggaard        | Virtu                | 35     |